# فرانكفورت (نيويورك)
فرانكفورت (بالإنجليزية: Frankfort (town), New York)‏ هي بلدة أمريكية تقع في الولايات المتحدة في نيويورك (ولاية). يقدر عدد سكانها بـ 7,636 نسمة .